# The Song of Freedom
The Song of Freedom (z ang. Piosenka wolności) – czwarty studyjny album węgierskiego zespołu Exotic, wydany w 1991 roku przez Hungaroton-Pepita na MC i LP. W nagraniu płyty wzięli udział nowi muzycy: Zsolt Vámos (gitarzysta) i László Vermes (perkusista), którzy zastąpili odpowiednio Gábora Vilmányiego i Istvána Csíka.

## Lista utworów
Źródło:

### Strona A
1. „Go-Go Amerika” (3:22)
2. „Fekete Bestia” (3:54)
3. „Tegnap még” (3:19)
4. „Párizs repül” (4:10)
5. „Emléked bennem él” (6:08)

### Strona B
1. „Valami mást” (4:25)
2. „Hiába provokál” (5:08)
3. „Hét halálos bűn” (4:22)
4. „The Song of Freedom” (5:41)

## Wykonawcy
Źródło:
- Tamás Sípos – wokal
- Zsolt Vámos – gitara
- Zoltán Tabár – gitara basowa
- István Tabár – instrumenty klawiszowe
- László Vermes – instrumenty perkusyjne